# 박정원 (1987년)
박정원(1987년 11월 9일 ~ )는 대한민국의 배우이다.

## 출연 작품

### 뮤지컬
- 2006년 [ 화성에서 꿈꾸다 ]
- 2013년 [ 여신님이 보고 계셔 ] - 류순호 역
- 2014년 [ 정글라이프 ] - 피동희 역
- 2014년 [ 완득이 ] - 완득이 역
- 2014년 [ 사춘기 ] - 경찬 역
- 2015년 [ 영웅 ] - 유동하 역
- 2015년 [ 여신님이 보고 계셔 ] - 류순호 역
- 2015년 [ 무한동력 ] - 장선재 역
- 2015년 [ 바람직한 청소년 ] - 지훈 역
- 2016년 [ 블랙메리포핀스 ] - 요나스 역
- 2017년 [ 비스티] - 강민혁 역
- 2017년 [ 영웅 ] - 유동하 역
- 2017년 [ 찌질의 역사 ] - 서민기 역
- 2017년 [ 1446 ] - 양녕대군/장영실 역
- 2018년 [ 홀연했던 사나이 ] - 승돌이 역
- 2018년 [ 더 픽션 ] - 와이트 히스만 역
- 2018년 [ 붉은 정원 ] - 이반 투르게네프 역
- 2018년 [ 1446 ] - 양녕대군/장영실 역
- 2018년 [ 풍월주 ] - 사담 역
- 2019년 [ 더 픽션 ] - 와이트 히스만 역
- 2019년 [ 테레즈 라캥 ] - 카미유 역
- 2019년 [ 세종, 1446 ] - 양녕대군/장영실 역
- 2019년 [ 경종수정실록 ] - 연잉군 역
- 2019년 [ 빈센트 반 고흐 ] - 테오 반 고흐 역
- 2020년 [ 줄리 앤 폴 ] - 폴 역
- 2020년 [ 로빈 ] - 레온 역
- 2020년 [ 아랑가 ] - 개로 역
- 2020년 [ 빈센트 반 고흐 - 당진 ] - 테오 반 고흐 역
- 2020년 [ 비스티 ] - 강민혁 역
- 2020년 [ 빈센트 반 고흐 - 군포 ] - 테오 반 고흐 역
- 2020년 [ 블랙메리포핀스 ] - 요나스 역
- 2021년 [ 더 픽션 ] - 와이트 히스만 역
- 2021년 [ 경종수정실록 ] - 연잉군 역
- 2021년 [ 엔딩 노트 ] - 알피 역
- 2021년 [ 은하철도의 밤 ] - 조반니 역
- 2022년 [ 디아길레프 ] - 브누아 역
- 2022년 [ 더 테일 에이프릴 풀스 ] - 바이런/루스벤 역
- 2022년 [ 은하철도의 밤 앵콜 ] - 조반니 역
- 2022년 [ 베어 더 뮤지컬 ] - 피터 역
- 2022년 [ 테레즈 라캥 ] - 로랑 역
- 2022년 [ 리차드 3세: 미친왕 이야기 ] - 리차드 역
- 2022년 [ 랭보 ] - 랭보 역
- 2022년 [ 여신님이 보고 계셔 ] - 류순호 역
- 2023년 [ 더 테일 에이프릴 풀스 ] - 바이런 역
- 2023년 [ 테레즈 라캥 - 대구 ] - 로랑 역
- 2023년 [ 테레즈 라캥 - 홍성 ] - 로랑 역
- 2023년 [ 타오르는 어둠 속에서 ] - 까를로스 역
- 2023년 [ 스모크 ] - 초(超) 역
- 2023년 [ 은하철도의 밤 ] - 조반니 역
- 2024년 [ 난설 ] - 이달 역
- 2024년 [ 베어 더 뮤지컬 ] - 피터 역
- 2024년 [ 랭보 ] - 랭보 역
- 2024년 [ 이프/덴 ] - 루카스 역
- 2025년 [랭보] - 랭보 역
- 2025년 [모리스] - 클라이브 역

### 연극
- 2013년 [ 소라별 이야기 ] - 똥개 역
- 2016년 [ 아들 ] - 준석 역
- 2016년 [ 제주일기 ] - 한상태/부철강/오진석 역
- 2017년 [ 보도지침 ] - 김정배 역
- 2023년 [ 셰익스피어 인 러브 ] - 키트 말로우 역
- 2024년 [ 알 앤 제이 ] - 학생 1 역
- 2024년 [ 빵야 ] - 빵야 역
- 2025년 [ 화이트래빗 레드래빗]
- 2025년 [ 미러 ] - 아덤 역

### 드라마
- 2018년 tvn 월화드라마 [ 하늘에서 내리는 일억개의 별 ] - 오바른 역

### 기타 (콘서트, 음악극)
- 2013년 [ 여신님이 보고 계셔 토크 콘서트 ]
- 2015년 [ 뮤지컬 토크 콘서트 집들이 - 발푸르기스 ]
- 2015년 [ 더 뮤지컬 콘서트 ]
- 2016년 [ 2016 전설의 콘써트 ]
- 2017년 [ 사심콘서트 ]
- 2017년 [ 음악극 태일 ] - 태일 역
- 2017년 [ 언성콘서트 ]
- 2018년 [ 음악극 태일 ] - 태일 역
- 2018년 [ 낭독뮤지컬 살리에르 ] - 젤라스 역
- 2019년 [ 집들이 콘서트 - 태일의 목소리 ]
- 2019년 [ 낭독뮤지컬 어린왕자 ] - 어린왕자 역
- 2019년 [ 음악극 태일 ] - 태일 역
- 2019년 [ 뮤지컬 사춘기 콘서트 - 제 1회 동창회 ]
- 2019년 [ 세종, 1446 여민락 콘서트 ]
- 2019년 [ 낭독뮤지컬 어린왕자 - 화성 ] - 어린왕자 역
- 2020년 [ 비를 긋다 리딩공연 ] - 연산 역
- 2020년 [ 세종, 1446 뮤지컬 콘서트 '더불어 노래하다' ] - 양녕대군/장영실 역
- 2020년 [ 이매지너리 리딩 공연 ] - 준 역
- 2021년 [ 음악극 태일 ] - 태일 역
- 2023년 [ 링크아트센터 개관 기념공연 - 일로만난사이 ]
- 2023년 [ 이프 아이 윌 유(IF I WERE YOU) 리딩 쇼케이스 ] - 이수현 역
- 2024년 [ 유메토모 10주년 기념 한국 콘서트 - 세바시(세상을 바꾸는 시간) ]
- 2024년 [ 작곡가 한혜신 콘서트 - 그대들 덕분에 ]
- 2024년 [ 목소리 프로젝트 음악회 ]
- 2025년 [ 음악극 태일 ] - 태일 역

## 인터뷰
- 낭독뮤지컬 <어린왕자>의 순수 배우 박정원
- 나이 들지 않는 생텍쥐페리, 어리지만은 않은 ‘어린왕자’ 정동화·박정원의 10가지 ‘어바웃’
- ‘비스티’와 ‘어린왕자’ 사이, 정동화와 박정원 “서로에게 많이 배워요!”
- ‘상상 스테이지 챌린지’ 선정작 뮤지컬 <로빈> ‘레온’ 役 박정원 배우 인터뷰  보관됨 2020-07-17 - 웨이백 머신
- [인터뷰] '태일' 박정원, 따뜻한 사람 전태일을 말하다
- 박정원, 눈물 아닌 웃음으로
- [인터뷰①] 박정원-강찬-김동준, 3인 3색 '무인도 탈출기'
- [인터뷰②] '무인도 탈출기' 박정원-강찬-김동준 "내가 생각한 무인도는..."
- [초대석] 박정원 "꿈이 없는 게 아니라 찾고 있는 것 아닐까요?"
- [인터뷰] [SPOTLIGHT] 내 인생의 한 단락, <여신님이 보고 계셔> 박정원
- [INTERVIEW] Our Beloved Days_뮤지컬 <더 테일 에이프릴 풀스>